# Spasov M1944 Trigun
Spasov M1944 Trigun là một khẩu súng tiểu liên có ba nòng có nguồn gốc từ Bungari. Nó sử dụng loại đạn 9x19mm Parabellum và có tốc độ bắn rất cao, từ 1500 đến 3000 viên/phút. Một vài khẩu có thể được trưng bày trong bảo tàng quân đội Sofia ngày nay.
M1944 Trigun dùng đạn 9 x 19mm, sử dụng ba hộp tiếp đạn riêng biệt 30 viên cho mỗi nòng. Các nòng ngoài bao phủ trong khi nòng trung tâm có ống hãm nảy. Nó có báng và tay cầm phía sau hộp tiếp đạn.